# Luis Urteaga Iturrioz
Luis Urteaga Iturrioz (Ordizia, 5 de desembre de 1882 - Donostia, 11 d'abril de 1960) fou un organista, docent i compositor guipuscoà de música eclesiàstica.

## Biografia
Va ser un autor molt prolífic, que va transmetre moltes obres religioses, encara que també va cultivar la música profana per a cor i les composicions per a txistu. Des de ben petit va pertànyer al cor parroquial. L'organista i director, Francisco Garate, li va ensenyar els primers coneixements de solfeig i cant. El 1899, amb 17 anys, fou impulsat pel seu pare a ampliar els seus coneixements musicals, desplaçant-se per això a Sant Sebastià, on va tenir per professor al català José Rodoreda, director de la Banda de Sant Sebastià i professor de l'Acadèmia Municipal, amb qui va estudiar harmonia i composició. Va ser deixeble de Martín Rodríguez a Balmaseda, de qui va rebre formació en contrapunt, fuga i orgue. Fou organista de Berastegi el 1904, i de Zumaia entre 1905 i 1919. L'any 1920 va ocupar el càrrec d'organista de la parròquia de San Vicente, a Sant Sebastià, càrrec que va conservar fins al final dels seus dies. En aquest moment inicià la seva etapa més important de músic professional, que abastaria les facetes d'intèrpret, compositor i també de professor, tenint entre els seus molts alumnes al donostiarra José Luis Iturralde Pérez. Així, durant 28 anys va pertànyer al claustre de professors del Conservatori Municipal de Música de Sant Sebastià. Un dels seus últims treballs, que realitzava per l'any 1958, van ser uns acompanyaments per a la Col·lecció Cants per a la Santa Missa que, amb text en basc i castellà, acabava de publicar el Seminari Diocesà de Sant Sebastià. La música de Luis Urteaga abasta obres per a orgue o harmònium, destinades a la seva interpretació en el servei litúrgic. Moltes d'elles basades en temes gregorians.

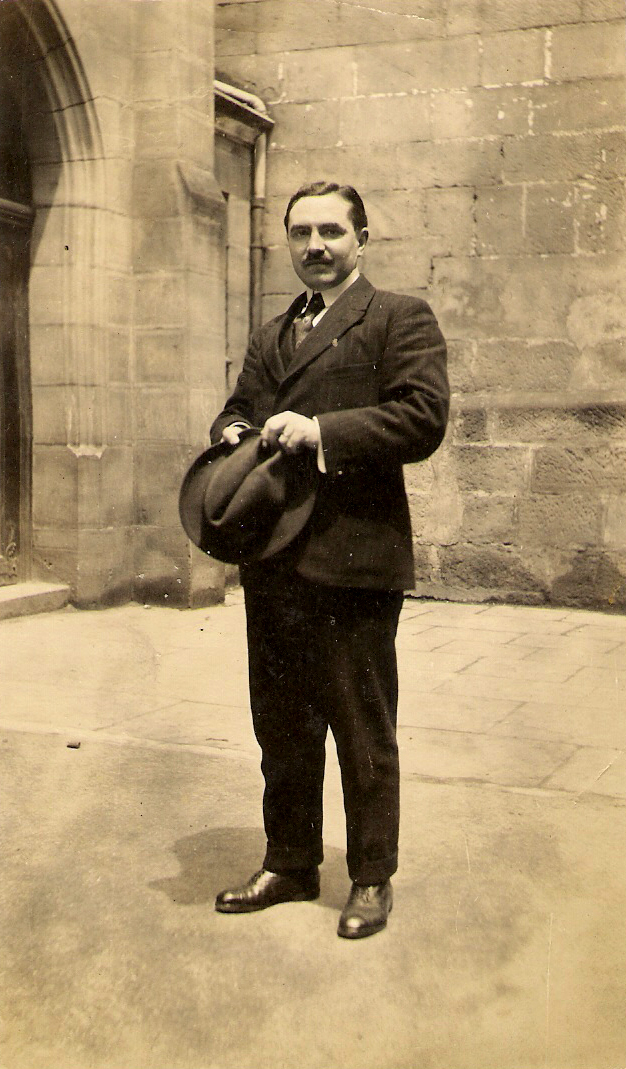

## Reconeixements
El 19 de gener de 1954, fou condecorat en el saló de Plens de l'Ajuntament de Sant Sebastià amb la Medalla de Plata de la ciutat. En el banquet oficial, que va seguir a continuació, el senyor Federico Sopeña, director del Reial Conservatori de Madrid, representant al Ministeri espanyol, li va imposar la Comanda d'Alfons X el Savi.

## Obres
Es conserven obres seves als fons musicals TerC (Fons de la catedral-basílica del Sant Esperit de Terrassa), TarC (Fons de la Catedral de Tarragona), SEO (Fons de l'Església Parroquial de Sant Esteve d'Olot) i CdE (Fons de la basílica de Castelló d'Empúries).
Selecció d'obres referenciades al Diccionario de la Música Española e Hispanoamericana:
- Misses: Misa en honor de San Vicente, 3V, ac; Misa a la Virgen del Coro, 3V, ac; Misa en honor de San Sebastián, mártir, 4V, ac; Misa Fons bonitatis, 4V, ac; Misa Plebs Sancta, V, ac; Misa Populus Dei, V, ac; Seis misas gregorianas, ac.
- Antífones: 25 melodías gregorianas, ac; Adoro te devote, 2V, ac; Assumpta est, 3V, ac; Ave Maria, 4V, ac; Ave Maris Stella, 4V, ac; Ave verum, 4V; Beatam me dicent; 4V, ac; Cor arca legem, 4V; Domine, salva nos, 4V, ac; Ego sum panis vivus, 3V, ac; Homo quidam, 3V, ac; Memorare, 4V, ac; Monstra te esse, 4V, ac; O esca viatorum, 2V, ac; ¡O Jesu mi!, 2V, ac; O memoriale, 4V; O quam suavis, 3V, ac; O sanctissima, 3V, ac; Sacris solemniis, 2V, ac; Salve regina, 3V, ac; Tantum ergo, 4V, ac; Tota pulchra, 4V, ac.
- Cançons: Adiyo, 4V; Agur jaunak, 4V; Bordon dantza, 4V; La molinera, 4V; Miñez naiz biotzetik, 4V; Nere etxea, 4V; Tres canciones vascas, 4V; Urrundiko uso, V, ac.
- Nadales: A media noche, 3V; Abenduko illaren, 4V; Acudid, zagales, V, ac; ¡Ay! que en esta tierra, 3V; Birijiña maite, 3V; Camina la Virgen, 3V; En Belén tocan a fuego, 3V; Gloria en las altura, 3V; Jaiki, gizonak, 3V, ac; No lloréis, mis ojos, V, ac; No sé, Niño hermoso, 3V.
- Orgue: Allegretto; Allegro maestoso; Andante; Cantabile; Comunión; Cuatro breves piezas; Dos Ite Missa est; Himno de triunfo; Meditación; Ofertorio; Preludio; Seis misas; Tres finales.
- Txistu: 90 obres per a bandes de tres txistus: ariñ-ariñ, contrapás, erreberentzia, fandango, zortziko, etc.